# Ambroise Janvier (théologien)
Pour les articles homonymes, voir Ambroise Janvier.
Ambroise Janvier est un bénédictin et théologien français né en 1613 à Sainte-Osmane et mort le 25 avril 1682 à Saint-Germain-des-Prés).

## Biographie
Il entra dans la congrégation de Saint-Maur en 1657, et fit de grands progrès dans l'étude de la langue hébraïque, qu'il professa pendant plusieurs années à l'abbaye de Vendôme et ailleurs. 

## Publications
- Élégie en vers hébraïques, sur la mort de Jérôme Bignon ; 1656, imprimée à la suite des Formules de Marculphe, édition de 1666.
- Rabbi Davidis Kimhi Commentarii in Psalmos Davidis…, Paris, Louis Billaine, 1666, in-4, pièces liminaires, 653 p. et table[2].

Ambroise Janvier est aussi l'éditeur des Œuvres de Pierre de Celle, évêque de Chartres, Paris, 1671, in-4°, avec une préface du père Jean Mabillon.